# Mr. Bojangles
Mr. Bojangles ist ein Song des amerikanischen Country-Sängers und Songwriters Jerry Jeff Walker aus dem Jahr 1968. Er handelt von einem alten, heruntergekommenen Tänzer, der in einem Gefängnis seinen Stepptanz vorführt. Das Lied wurde bekannt durch die Aufnahme der Nitty Gritty Dirt Band aus dem Jahr 1970, die im Folgejahr die Top Ten der amerikanischen Charts erreichte. Zahlreiche Interpreten haben seither Coverversionen eingespielt.

## Text und Musik
In Ich-Form und Alltagssprache berichtet der Erzähler von einem silberhaarigen Mann in abgetragenen Kleidern und ausgetretenen Schuhen, den er in einer Gefängniszelle in New Orleans kennenlernt und der sich „Bojangles“ nennt. Zur Unterhaltung der Anwesenden tanzt er in der Zelle einen Soft-Shoe-Stepptanz, bei dem er hoch in die Luft springt und die Hacken zusammenschlägt. Er erzählt, dass er fünfzehn Jahre lang durch die Südstaaten getingelt und bei Minstrel Shows und Jahrmärkten aufgetreten ist. Sein einziger Begleiter ist ein Hund gewesen, um den er noch zwanzig Jahre nach dessen Tod trauert. Nun tanzt er nur noch für Trinkgelder in Honky-Tonk-Kneipen, verbringt jedoch die meiste Zeit hinter Gittern, weil er trinkt. Er schüttelt den Kopf, da bittet ihn ein Mithäftling wieder zu tanzen.
Mr. Bojangles ist ein typisches Beispiel für ein Lied mit einer einfachen Liedstruktur, die aus einer Wiederholung der immergleichen Melodie besteht, lediglich unterbrochen durch eine mehrfache Hookline. Dass die Hookline „Mr. Bojangles“, gleichzeitig der Titel des Songs, eine schillernde Figur beschwört, verleiht laut Dick Weissman dem ansonsten monotonen Ablauf des Stückes seine besondere Würze. In seiner Autobiografie Gypsy songman beschreibt Jerry Jeff Walker den Song als „einen Walzer im 6/8-Takt über einen alten Mann und Hoffnung“ sowie ein „Liebeslied“. Es wird in einem Shuffle-Rhythmus mit absteigender Basslinie gespielt. Walker schrieb das Stück unter dem Einfluss einer Lesung von Dylan Thomas’ Unter dem Milchwald. Ähnlich wie Thomas’ Sprache einem Rhythmus folge, habe er die Zeilen aus dem Rhythmus des Stepptanzes entstehen lassen.

## Geschichte

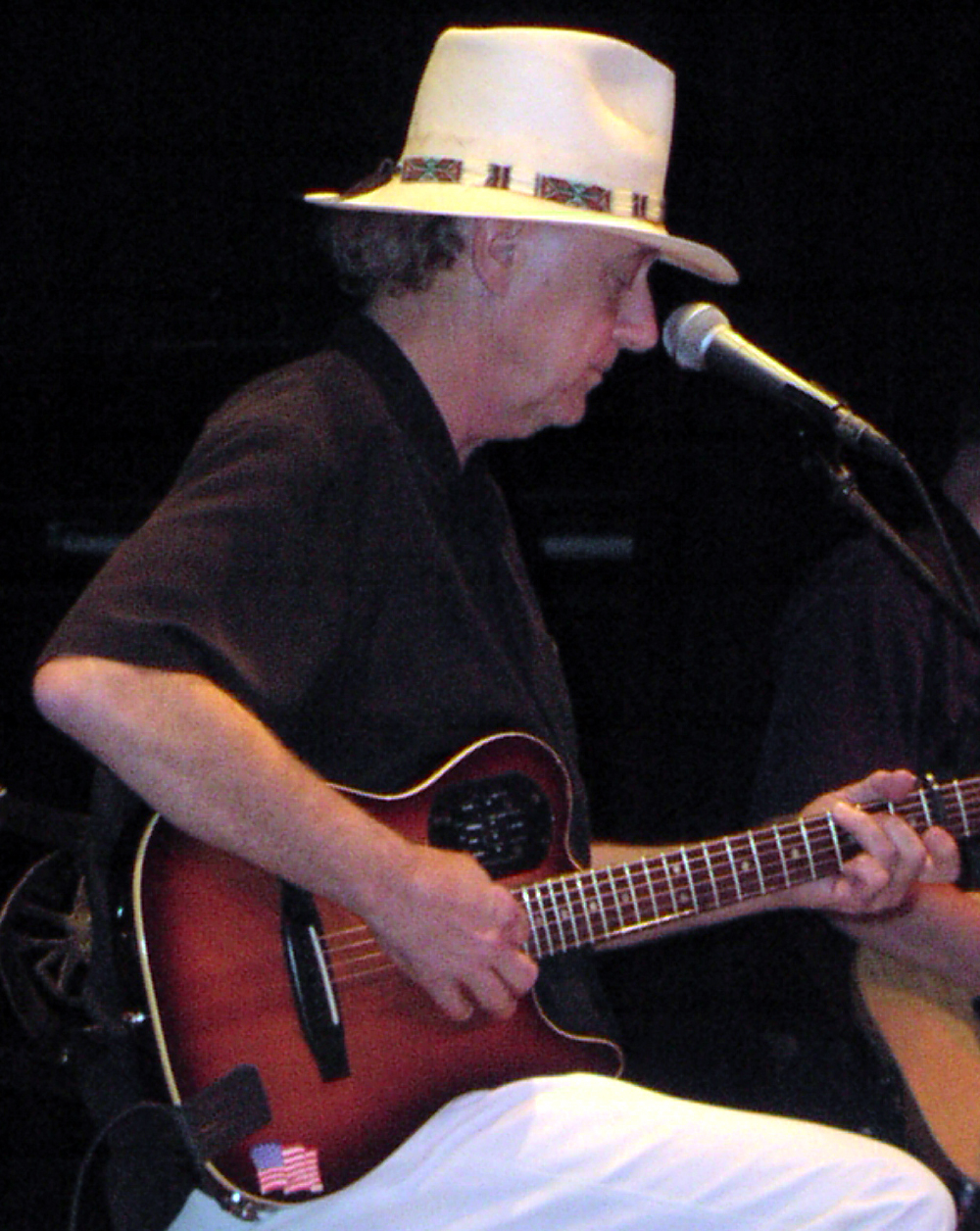
Jerry Jeff Walker (2001)

Jerry Jeff Walker hatte den Song Mr. Bojangles bereits geschrieben, als er 1966 der Progressive-Rockband Circus Maximus beitrat, die er wegen musikalischer Differenzen bald wieder verließ. Als Solokünstler sang er das Lied, begleitet von David Bromberg, in einer Live-Sendung des New Yorker Radiosenders WBAI. Es wurde zu einem lokalen Erfolg und brachte dem Sänger einen Plattenvertrag mit Atlantic Records ein. Im Jahr 1968 erschien sein Album Mr. Bojangles bei Atco, einem Sublabel von Atlantik. Zu großer Popularität brachte das Lied allerdings erst die Nitty Gritty Dirt Band in den Jahren 1970/71.

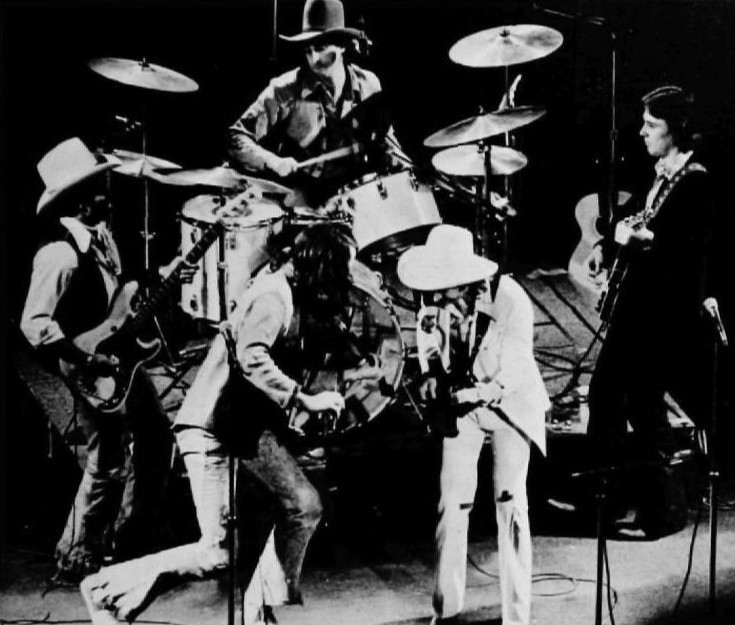
Nitty Gritty Dirt Band (1976)

Als Jeff Hanna, der Sänger der Nitty Gritty Dirt Band, den Song im Radio hörte, fasste er sofort den Plan einer Coverversion. Die Bandmitglieder besorgten sich die Plattenaufnahme, die sie nach Gehör nachspielten. Dabei verfälschten sie einige Passagen des Originaltextes, die sie nicht richtig verstanden hatten. Die Band nahm das Lied in den World Pacific Studios in Los Angeles auf und setzte für eine emotionale Stimmung Akkordeon und Mandoline ein. Eingeleitet wurde die Single durch einen gesprochenen Prolog Uncle Charlie and his Dog Teddy, den der Produzent William E. McEuen beisteuerte. Bereits bei ersten öffentlichen Auftritten erkannte die Band, wie stark das Publikum auf den Song ansprach. Er hielt sich 19 Wochen in den Billboard Hot 100 und erreichte als Spitzenposition Rang 9. Im Jahr 2010 wurde die Fassung der Nitty Gritty Dirt Band in die Grammy Hall of Fame aufgenommen.

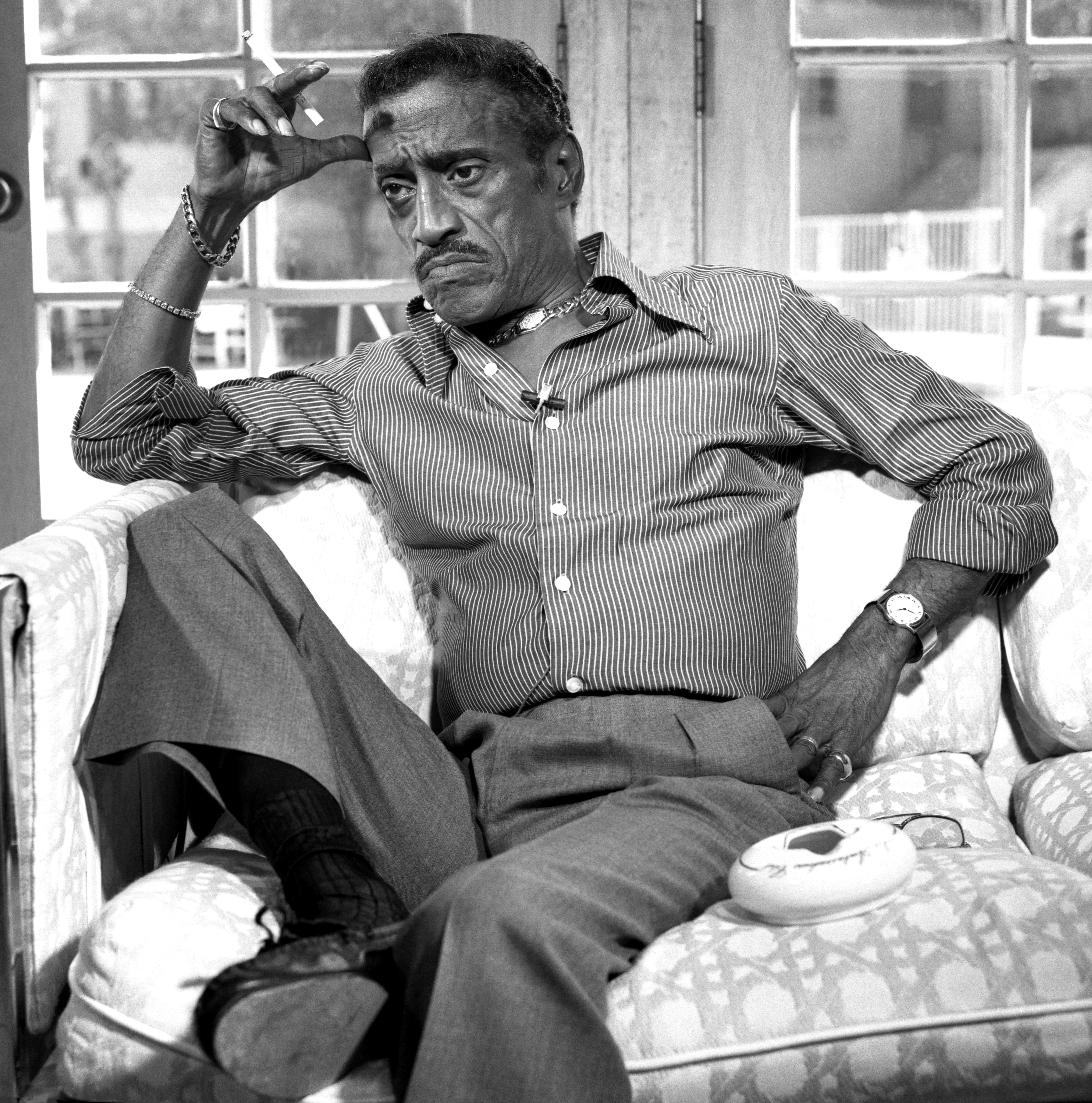
Sammy Davis Jr. (1986)

Zu einem der bekanntesten Interpreten von Mr. Bojangles wurde Sammy Davis Jr., der zu dem Lied eine Art „Hassliebe“ entwickelte. Einerseits schien es ihm wie auf den Leib geschrieben, andererseits hatte er die unterschwellige Furcht, selbst als verarmter und abgehalfterter Star zu enden wie die besungene Figur. Davis zögerte, das Lied zu singen, und spielte 1970 bei einem Auftritt in der Fernsehshow von Tom Jones lediglich wortlos den alten Tänzer, während Jones sang. Später wurde das Lied jedoch zu einem Markenzeichen seiner Auftritte und bildete regelmäßig das Finale seiner Shows. Nach den Aussagen seiner Tochter Tracey Davis interpretierte Sammy Davis Jr. Mr. Bojangles  mit mehr Gefühl als jedes andere seiner Lieder. Dabei zeichnete sich seine Live-Performance vor allem dadurch aus, dass er das Lied nicht nur sang, sondern durch seine Tanzschritte und Gesten in die Rolle des Mr. Bojangles schlüpfte.
Seit den 1970er Jahren entstanden bis heute in jeder Dekade zahlreiche Coverversionen des Liedes, insgesamt über 100 Einspielungen. Zu den Interpreten gehören Chet Atkins, Harry Belafonte, Bermuda Triangle Band, David Campbell, Tony Christie, Bobby Cole, Edwyn Collins, Jim Croce, John Denver, Neil Diamond, Bob Dylan, Arlo Guthrie, Tom T. Hall, John Holt, Whitney Houston, Billy Joel,  Elton John, Frankie Laine, Lulu, Rod McKuen, Harry Nilsson, Nina Simone, Frank Sinatra, Jamie Walker und Robbie Williams. Im Bereich des Jazz sowie Rhythm & Blues wurde Mr. Bojangles von Charlie Byrd, King Curtis, Cornell Dupree, Etta Jones, Greetje Kauffeld, Houston Person, Esther Phillips, Sonny Stitt und Warren Vaché gecovert. Deutsche Interpreten waren unter anderem Katja Ebstein (in einer Übertragung von Michael Kunze), Wolfgang Niedecken, Helge Schneider und Peter Kraus. Der klassische Komponist Philip Glass benannte ein Stück seiner Oper Einstein on the Beach nach dem Lied.

## Hintergrund

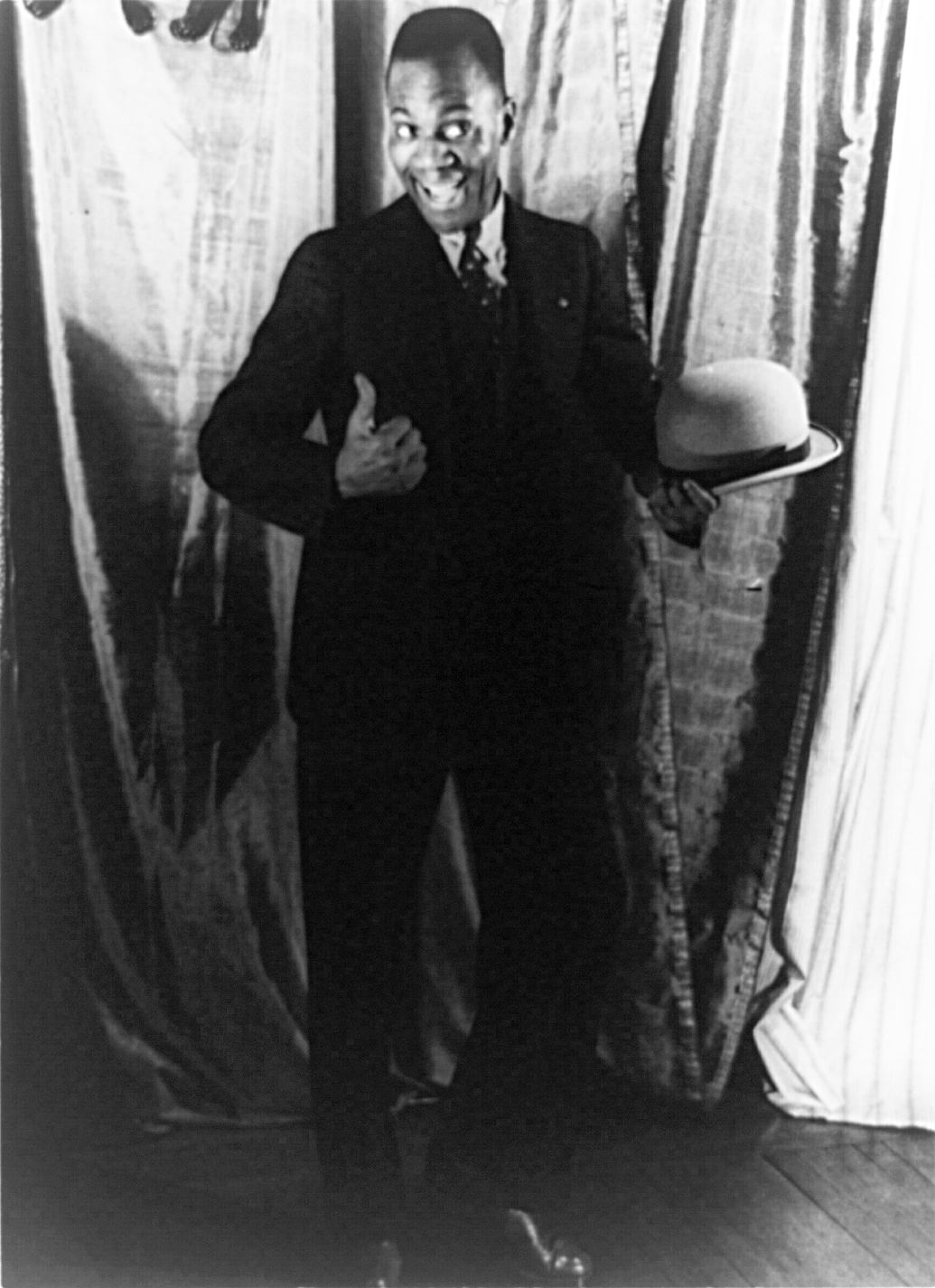
Bill „Bojangles“ Robinson (1933) auf einer Fotografie von Carl van Vechten

Laut Jerry Jeff Walker beruht das Lied auf einem eigenen Erlebnis. Ungefähr im Jahr 1964 inhaftierte die Polizei von New Orleans nach einem Mord im French Quarter zahlreiche Obdachlose und Straßenkünstler, darunter auch Walker selbst. In seiner Zelle befand sich ein alter Mann, der sich im Gespräch mit dem Spitznamen „Bojangles“ vorstellte, ein ehemaliger Vaudeville-Künstler, Sänger und Tänzer. Er erzählte von seinem Leben als Tänzer in Minstrel Shows, von seinem verstorbenen Hund und dass er sein Leben inzwischen überwiegend in Bars fristete, viel trank und immer wieder zur Ausnüchterung in Polizeigewahrsam genommen wurde. Als ein Mithäftling ihn aufforderte, für sie zu tanzen, führte er einen Stepptanz vor. Walker wurde am folgenden Montag wieder freigelassen, schrieb das Lied in wenigen Tagen, legte es jedoch anschließend einige Jahre beiseite. Eine dritte Strophe, die von den gescheiterten Ehen des Tänzers handelte, ließ er entfallen, weil sie sich nicht in den Song einpassen ließ.
Der Name Bojangles verweist auf den berühmten amerikanischen Tänzer Bill „Bojangles“ Robinson, der zu Beginn des 20. Jahrhunderts den Stepptanz revolutionierte und Erfolge in Varietés und am Broadway feierte. Als einer der ersten schwarzen Bühnen- und Hollywood-Stars (insbesondere an der Seite von Shirley Temple) war er ein Vorkämpfer für die Emanzipation der Afroamerikaner. Walker kannte Robinson zwar dem Namen nach, doch bestreitet er einen Einfluss des realen „Bojangles“ auf seinen Song. Im Gegenteil sei der Mann, den er unter diesem Spitznamen kennengelernt habe, ein Weißer gewesen, da zu dieser Zeit in den Gefängnissen strikte Rassentrennung herrschte. Dennoch beklagt die Harlemer Kulturhistorikerin Delilah Jackson, dass Walker mit seinem Lied den Namen des eleganten und angesehenen Robinson für einen heruntergekommenen Trinker entlehnt und damit das Vorbild entwürdigt habe. Erst Sammy Davis Jr., seinerseits zeitlebens ein Verehrer Robinsons, erwies für sie durch seine Interpretation des Liedes dem wahren „Bojangles“ Robinson seine Reverenz. Laut Kwame Kwei-Armah verkörperte Davis die Figur des Liedes in einem solchen Ausmaß, dass aus Walkers Mr. Bojangles wieder ein schwarzer Tänzer geworden sei.

## Radiosendung
- Kwame Kwei-Armah: The Man Who Was Bojangles. Auf: BBC Radio 4, Erstausstrahlung am 23. August 2008.